# Hahnia simoni
Hahnia simoni är en spindelart som beskrevs av Cândido Firmino de Mello-Leitão 1919. 
Hahnia simoni ingår i släktet Hahnia och familjen panflöjtsspindlar. Inga underarter finns listade i Catalogue of Life.